# 동호초등학교 (전북)
동호초등학교는 대한민국 전북특별자치도 고창군 해리면 동호리에 있는 공립 초등학교이다.

## 학교 연혁
- 1940년 5월 29일 동호공립심상소학교 개교(설립인가 5월 22일)
- 1941년 4월 1일 동호공립국민학교로 개칭
- 1982년 3월 1일 병설유치원 개원
- 1996년 9월 1일 동호초등학교로 개칭
- 2016년 2월 5일 제71회 졸업(총 5,140명)
- 2016년 3월 1일 제30대 고생규 교장 부임
- 2016년 3월 1일 3학급 편성
- 2017년 2월 10일 제72회 졸업(총 5,141명)

## 참고 자료
- 동호초등학교 - 한국교육학술정보원 학교알리미